# 주가나 대한민국 대사관
주 가나 대한민국 대사관은 1978년 가나 아크라에 개설된 대한민국 외교부 소속의 대사관이다.

## 역대 공관장
| 대수        | 성명   | 임명        |
| ----------- | ------ | ----------- |
| 제1대 대사  | 박창남 | 1978년 6월  |
| 제2대 대사  | 황광한 | 1981년 1월  |
| 제3대 대사  | 안영철 | 1983년 1월  |
| 제4대 대사  | 남홍우 | 1986년 10월 |
| 제5대 대사  | 오정일 | 1989년 10월 |
| 제6대 대사  | 신효헌 | 1992년 2월  |
| 제7대 대사  | 황부홍 | 1993년 4월  |
| 제8대 대사  | 백기문 | 1996년 2월  |
| 제9대 대사  | 박승무 | 1997년 12월 |
| 제10대 대사 | 정의민 | 2000년 7월  |
| 제11대 대사 | 이상팔 | 2003년 6월  |
| 제12대 대사 | 위계출 | 2006년 12월 |
| 제13대 대사 | 이상학 | 2008년 9월  |
| 제14대 대사 | 견제민 | 2011년 9월  |
| 제15대 대사 | 여운기 | 2014년 11월 |
| 제16대 대사 | 김성수 | 2017년 4월  |
| 제17대 대사 | 임정택 | 2020년 12월 |
| 제18대 대사 | 박경식 | 2024년 1월  |

## 같이 보기
- 주한 가나 대사관
- 대한민국의 재외공관 목록
- 가나 주재 외국공관 목록
- 가나-대한민국 관계